# João Maria Muzei
João Maria Muzei (em luganda: Muzeyi) foi um dos mártires a serem mortos a mando do cabaca Muanga II (r. 1884–1888) do Reino de Buganda, na atual Uganda.

## Vida
João nasceu em 1850 no território da atual Tanzânia, junto a fronteira com a Uganda numa pequena aldeia perto de Minziro, em Budu. Era filho de Buniaga, que tinha o dever de carregar o cabaca quando visitava Budu, e Mucatunzi ou Namalaio do clã dos macacos. De início se chamava Mussoque, mas na corte adquiriu o nome de Mudembuga. Por uma doença ocular, talvez tracoma, parecia mais velho do que a idade que tinha e, na prática, era consideravelmente mais velho que a maioria dos jovens cortesões. Diante disso, e por sua prudência, foi chamado Muzei, oriundo do suaíli mrti, que significa "ancião" ou "velho". Converteu-se ao islamismo e adotou o nome Jamari (boa sorte), a partir do qual o missionário cristão Simeon Lourdel criou seu nome cristão João Maria (em francês: Jean-Marie) quando se converteu.

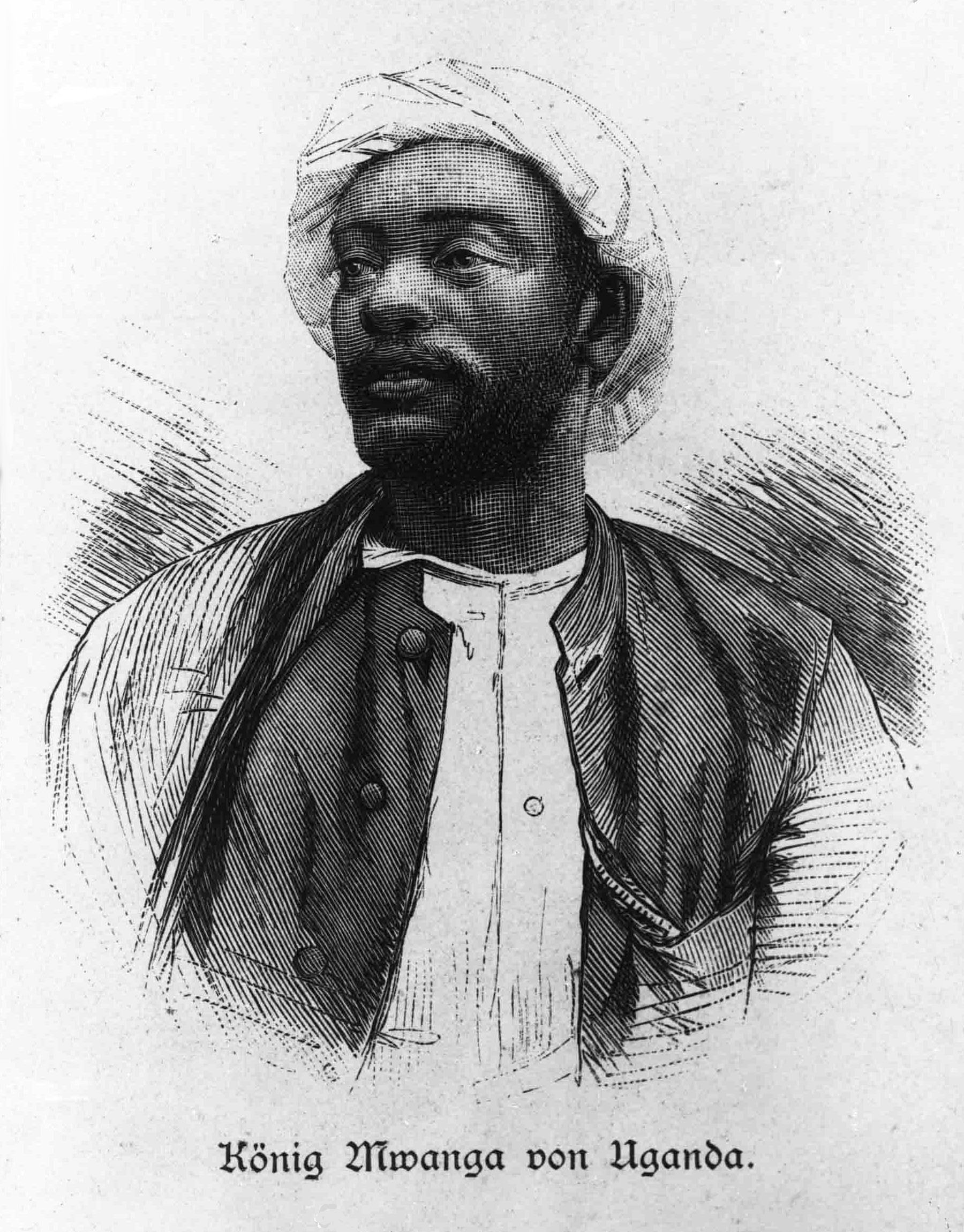
r.

Quando jovem, um subchefe chamado Cabega o viu pastoreando gado e o sequestrou. Na capital em Mengo, foi vendido Bigomba, que o ofereceu ao cabaca por um pedaço de pano e uma cuia de cerveja. Jovem demais para ser pajem, foi confiado ao fazedor da cerca real, Tamiro, a quem muitos acreditaram ser seu verdadeiro pai. Em sua adolescência, foi nomeado pajem real e tornou-se muçulmano quando Mutesa I (r. 1857–1884) começou a se interessar pela religião. Quando a peste estourou em 1881, recebeu licença e foi a Mutundué, onde conheceu alguns cristãos ou catecúmenos que lhe ensinaram os rudimentos da fé católica. Ao retornar, se tornou o braço direito de José Mucassa, assistindo ao rei em sua doença, e ajudando a espalhar o conhecimento do cristianismo entre os pajens. Foi batizado em 1 de novembro de 1885.
Sua opinião era frequentemente requisitada. Usou suas economias para resgatar crianças pequenas da escravidão e dar-lhes instrução cristã. Embora estivesse em idade de casar e em condições para isso, anunciou sua intenção de permanecer celibatário. Quando Mutesa morreu em 1884, foi designado para o túmulo real em Cassubi, mas retirou seus serviços por causa dos rituais pagãos que ocorreram lá. Parece ter desempenhado papel em persuadir o novo cabaca, Muanga II (r. 1884–1888), a convidar Simeon Lourdel e os missionários de volta a Buganda em 1885, após o exílio autoimposto na Tanzânia. Antes dos martírios de junho de 1886, foi confirmado pelo primeiro bispo missionário católico da África Equatorial, mosenhor Leon Livinhac. Foi ameaçado de morte por Muanga, mas não se escondeu. Em janeiro de 1887, quando estava junto de Estanislau Muguania, futuro regente católico, recebeu intimação para ir à corte. Foi recebido gentilmente pelo cabaca e o catiquiro (chanceler) Mucassa, mas na manhã de 27 de janeiro, após ouvir missa e receber a Eucaristia, desapareceu ao voltar à corte. Diz-se que foi decapitado e seu corpo jogado no pântano. Foi beatificado pelo papa Bento XV em 1920 e canonizado pelo papa Paulo VI em 1964.